# مقاطعة لوغن (نبراسكا)
مقاطعة لوغن (بالإنجليزية: Logan County)‏ هي إحدى مقاطعات ولاية نبراسكا في الولايات المتحدة الأمريكية.